# مقبرة الخيزران

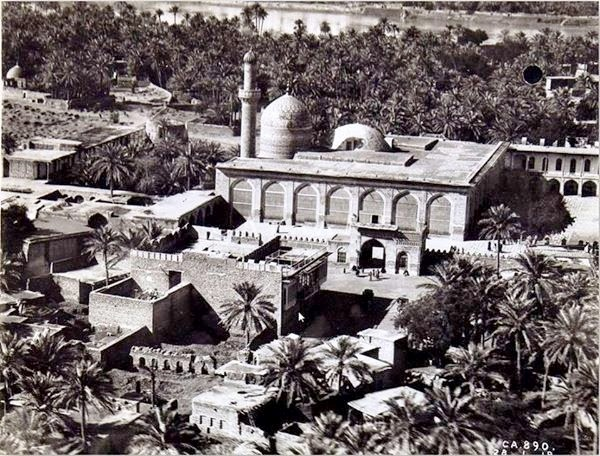
جامع الإمام أبي حنيفة في عام 1919، حيث المقبرة وفيها اشجار النخيل تلاصق المبنى من حوله

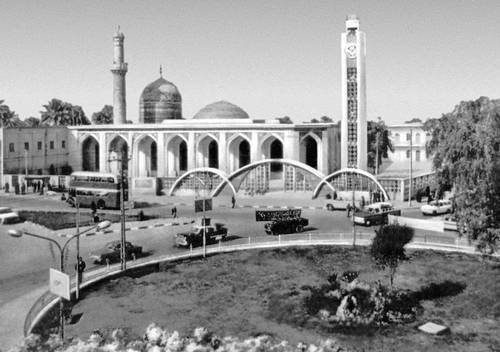
مشهد جامع الإمام الأعظم في الستينيات ويقع في مقبرة الخيزران في منطقة الأعظمية

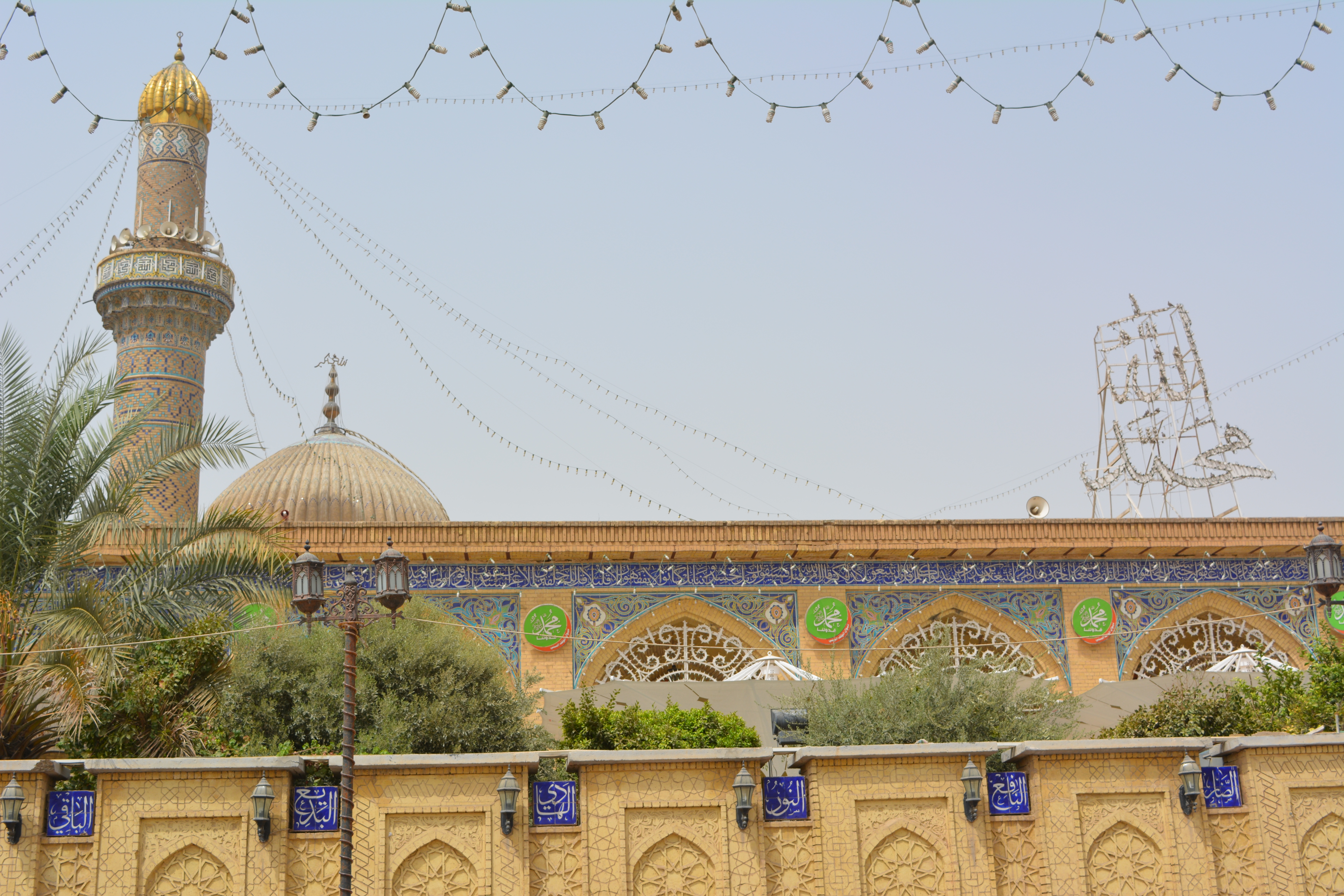
جامع الإمام الأعظم في عام 2015

مقابر الخيزران وتعرف حالياً بمقبرة الأعظمية في بغداد، وهي تحيط بمسجد الإمام أبو حنيفة النعمان الذي دفن فيها عام 150 هـ/767م، وهذه المقبرة قديمة العهد وهي أصل مدينة الأعظمية، وضمت كثيراً من رفات فقهاء المسلمين ومراجع العلم والدين.
ولقد سميت في كتب التاريخ بمقبرة الرصافة ومقبرة باب الطاق ومقبرة البانوقة نسبة إلى البانوقة ابنة الخليفة المهدي، ومقبرة سوق يحيى وذلك لتداخل المحلات، ثم سميت بالخيزران نسبة إلى الخيزران بنت عطاء زوج الخليفة المهدي ووالدة الخليفة موسى الهادي والخليفة هارون الرشيد والتي توفيت ودفنت فيها عام 173 هـ، وسميت بمقبرة محلة الإمام أبو حنيفة النعمان أو مقبرة الإمام الأعظم، وقيل أن تسمية الخيزران بسبب وجود القصب لأنها كانت أجمة، وأخيرا سميت بمقبرة الأعظمية، وتحوي هذه المقبرة على الكثير من قبور العلماء والفقهاء والولاة الذين حكموا البلاد في زمن الدولة العثمانية، وكذلك المتصوفة، ومنهم دوست العابد والشيخ دلف الخراساني، المعروف باسم أبو بكر الشبلي حيث يوجد لهُ مقام معروف فيها جدد بناؤه في عام 2012م، وفيها قبر الشاعر جميل صدقي الزهاوي والشاعر معروف الرصافي، والشيخ عبد القادر الخطيب والشيخ أمجد الزهاوي، وغيرهم من الأعلام كساطع الحصري، والأستاذ عبد الرحمن البزاز، والأستاذ محمد شكري المفتي، والمؤرخ الشاعر وليد الأعظمي الذي ذكرها في كتابهِ (أعيان الزمان وجيران النعمان في مقبرة الخيزران)، وقال فيها:
وللمقبرة ذكر في كتب التراجم والخطط، فهي من المعالم الكبيرة الشهيرة في خطط بغداد التي ظلت شاخصة في الجانب الشرقي قبل بناء أبو جعفر المنصور للمدينة في الجانب الغربي، وكان الجانب الشرقي مزارع وبساتين، وكانت فيه بيوت متناثرة متباعدة بينها بعض الأديرة لأهل الكتاب، من جهة الشمال الشرقي بين الحقول والسواقي، وبخاصة نهر الخالص، وينبت فيها أنواع القصب والبردي حتى صارت أجمة واسعة تكثر فيها أنواع الطيور ويذهب إليها الناس لقضاء أوقات فراغهم للتسلية وأصطياد الطيور، وعرفت هذه المنطقة قديما باسم رقة الشماسية.
ومن أقدم الأعلام الذين دفنوا فيها هشام بن عروة بن الزبير عام 146 هـ، ومحمد بن اسحاق عام 151 هـ، وشيبان النحوي عام 164هـ، وذكر بعضهم إن هذا الموضع كان مقبرة لملوك الفرس المجوس قبل فتح العراق، وأهملت المقبرة فيما بعد، حتى درست واتخذها المسلمون من جديد مقبرة لموتاهم، وعند توسيع مبنى جامع أبو حنيفة النعمان في عام 1972م، وعند حفر السرداب العميق تحت مبنى الحرم الجديد، عثر العمال أثناء الحفر بعمق أكثر من أربعة أمتار على قبور مصنوعة من الخزف على شكل (حب الماء) ونقلت إلى مبنى المتحف العراقي.
وكانت المقبرة واسعة جدا تمتد إلى منطقة دائرة بريد الأعظمية القديم وكانت تشمل سوق الأعظمية القديم وتمتد إلى مسجد بشر الحنفي المعروف حاليا باسم مسجد بشر الحافي وتضم مسجد حسن بك، ومسجد التكية الذي يحتوي على ضريح الشيخ أبي الحسين النوري في سوق الأعظمية، وكان موقع مشهد أبو حنيفة النعمان ضمن المقابر والناس يسيرون بين المقبرة ليصلوا للمسجد كما هو الحال الآن في مسجد الشيخ معروف الكرخي. ولكن حوادث الغرق والطوفان والفتن وتخريبات الفرس في عهد الدولة الصفوية جعلت الناس يقتطعون أجزاء من المقبرة ويبنونها ويسكنون فيها بجوار المسجد، حتى عادت مقبرة الخيزران مقبرة صغيرة تحيط بها الدور والمساكن، وكان الناس قديما لا يبنون قبور موتاهم بالطابوق والجص لأنهم لا يرغبون أن يضعوا على موتاهم طابوقا مفخورا بالنار، وإنما كانوا يبنون باللبن، وهو طابوق مصنوع من الطين المجفف بالشمس لا يدوم طويلا لذلك كانت المقبرة فارغة من مشاهد القبور وليس فيها سوى قبور متناثرة بعيدة وهي للولاة والحكام الأتراك وعليها رقيم من الرخام يتضمن أشعاراً وتأريخاً بخط بهيج بديع.
ونجد في كتاب أعيان الزمان وجيران النعمان في مقبرة الخيزران للمؤلف وليد الأعظمي مرحلة منسية من تاريخ العراق، وأنقطاعاً في التراجم لمدة قرنين ونصف (من منتصف القرن الثامن الهجري إلى نهاية القرن العاشر الهجري)، وهي الفترة المظلمة أيام الحكم المغولي وحكم التركمان ثم الصفويين لبغداد.

## صور للقبور في المقبرة

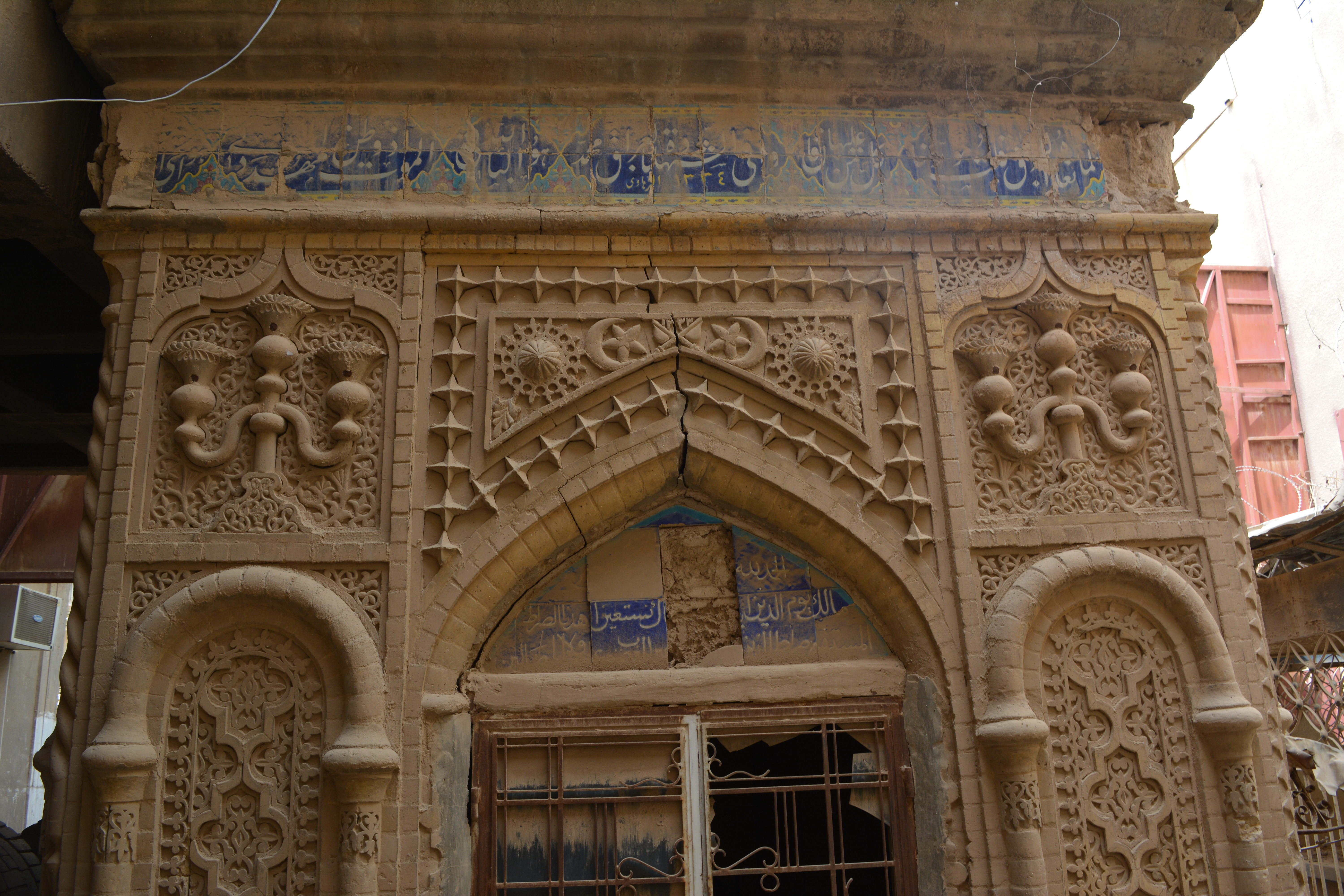
قبر الفريق محمد فاضل باشا الداغستاني
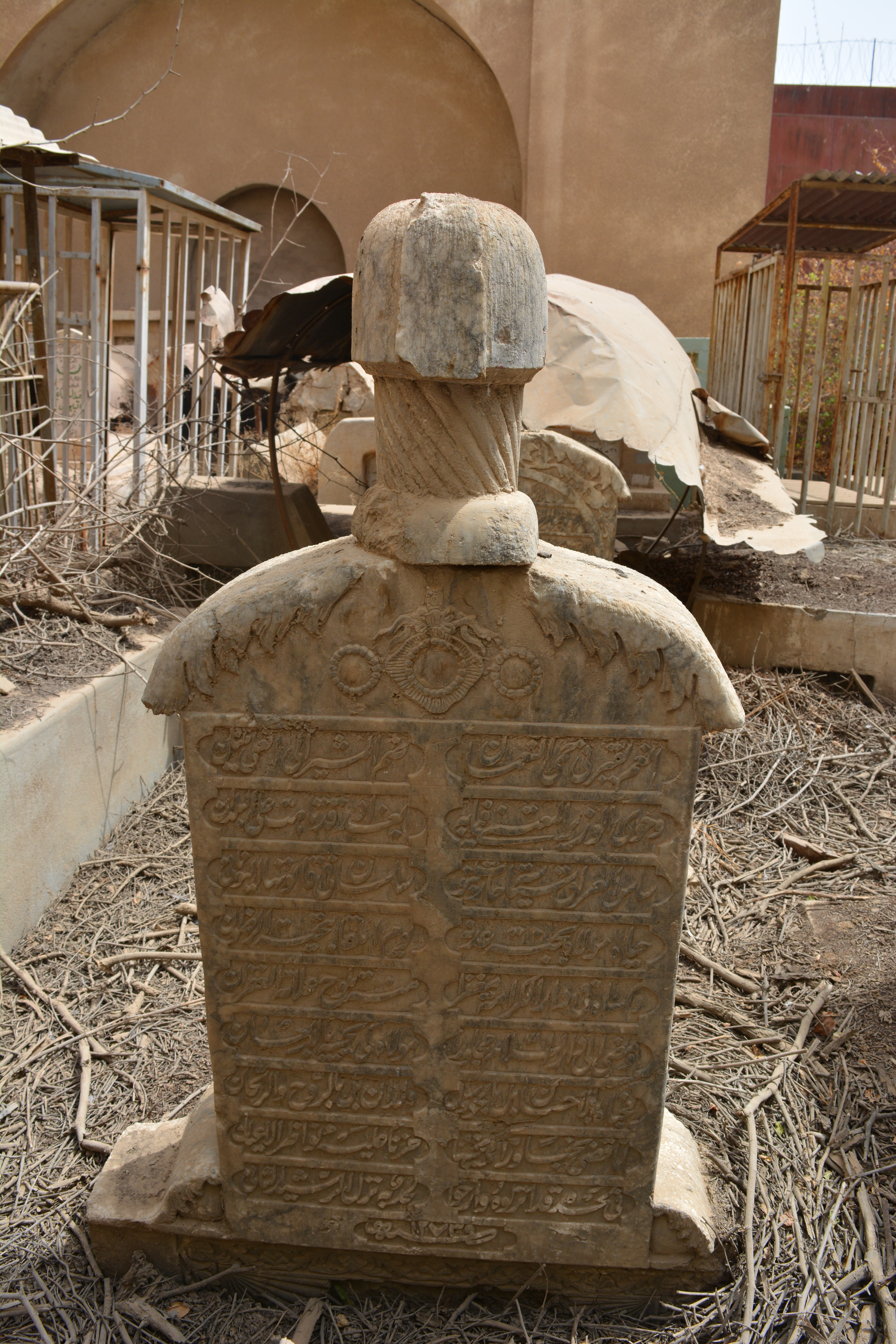
قبر والي بغداد رشيد باشا الكوزلكلي
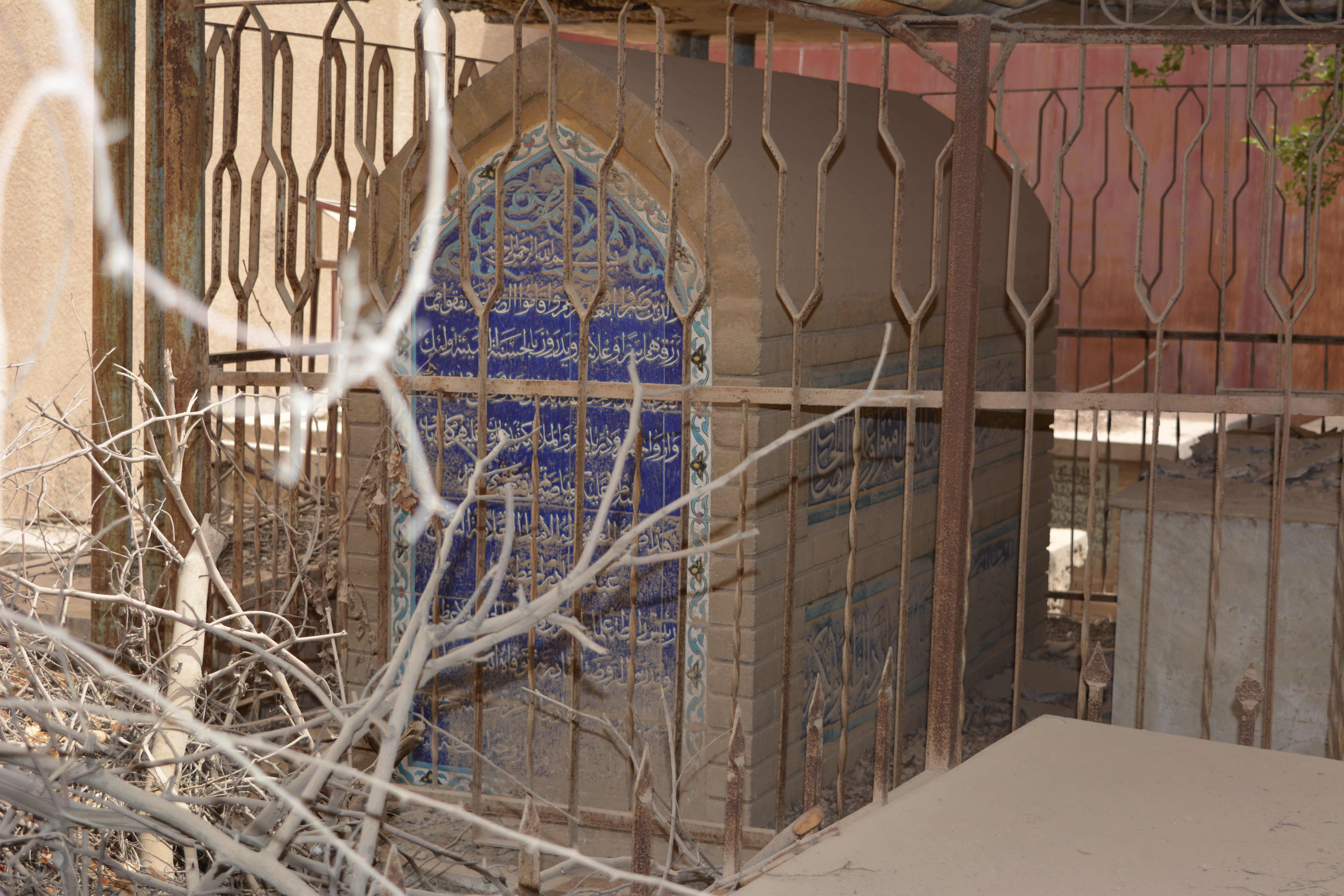
قبر الشيخ عبد القادر الخطيب
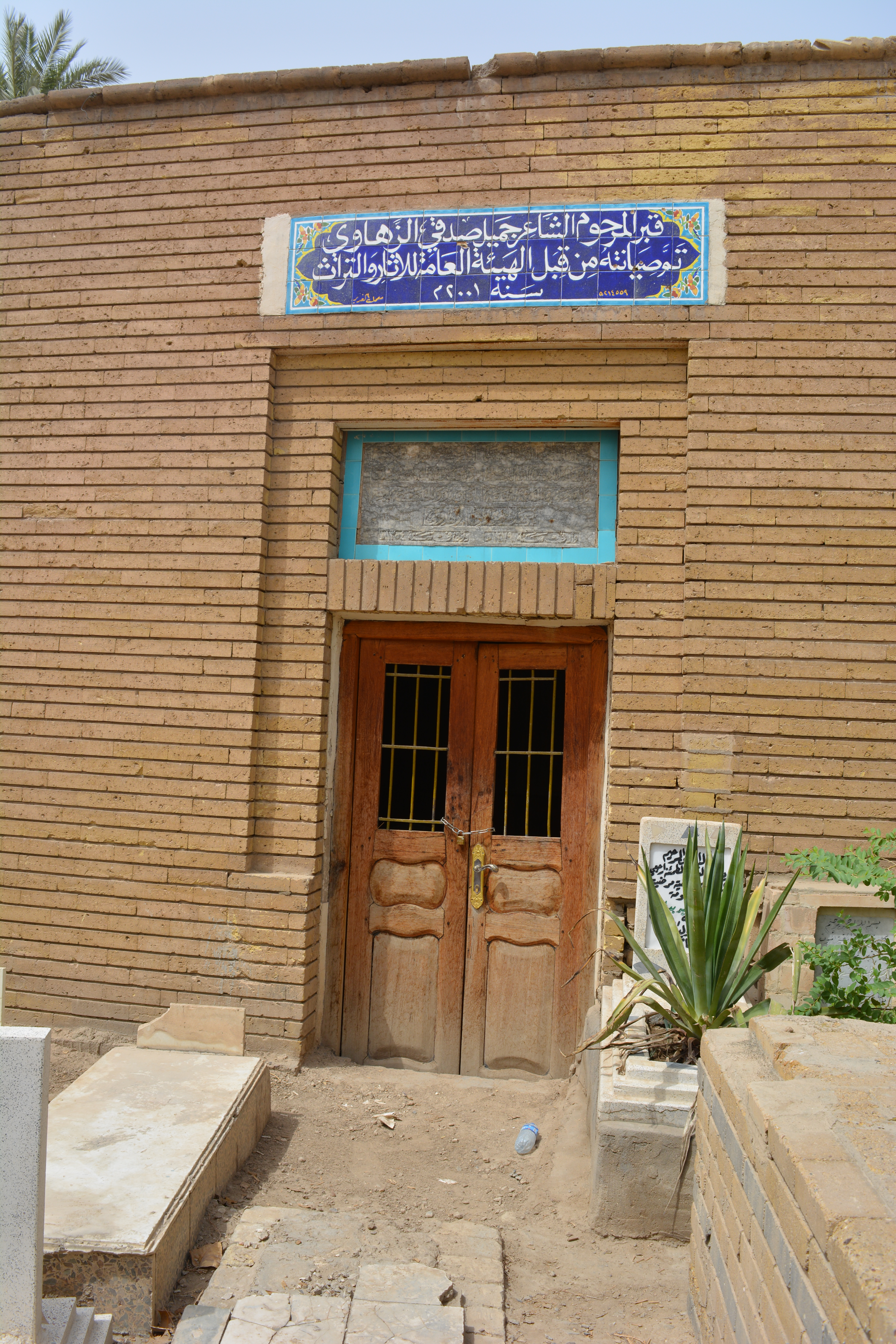
قبر جميل صدقي الزهاوي في شمال المقبرة